# Irene Grandi (álbum)
Irene Grandi es el álbum de debut de la cantante italiana Irene Grandi, publicado el 26 de mayo de 1994.
Lanzado un poco después de su participación en el Festival di Sanremo 1994, donde había quedado de cuarta en la categoría "Nuove proposte" con la canción Fuori, tuvo mucho éxito, tanto que en el mismo año hizo una versión alemana.
Entre las canciones del álbum, hay unas colaboraciones de importantes artistas italianos, como Sposati! Subito!, escrita para ella por Eros Ramazzotti y T.V.B escrita por Jovanotti. El álbum contiene también una versión de la canción (You Make Me Feel Like) A Natural Woman

## Canciones
| #   | Título                                                                             | Duración |
| --- | ---------------------------------------------------------------------------------- | -------- |
| 01. | “Sposati! Subito!” Cásate! Rapido!                                                 | (04:57)  |
| 02. | “Mille” Mil                                                                        | (04:21)  |
| 03. | “Vai vai vai” Vete vete vete                                                       | (05:06)  |
| 04. | “Fuori” Afuera                                                                     | (04:18)  |
| 05. | “Un motivo maledetto” Un motivo maldito                                            | (04:34)  |
| 06. | “T.V.B.” Ti voglio bene - Te quiero mucho                                          | (03:52)  |
| 07. | “(You Make Me Feel Like) A Natural Woman” (Me haces sentir cómo) Una mujer natural | (03:37)  |
| 08. | “La cucina” La cocina                                                              | (03:40)  |
| 09. | “Cose da grandi” Cosas de grandes                                                  | (04:20)  |

## Versión Alemana
En junio del 1994, unos meses después de la publicación italiana, el disco se publicó en Alemania con la adición de un dueto con el cantante alemán Klaus Lage, Weil du unders bist, que obtuvo gran éxito con en Alemania y en países de idioma alemanes. También se hicieron sencillos en estos países, Fuori y "Vai vai vai.

### Canciones
| #   | Título                                                                             | Duración |
| --- | ---------------------------------------------------------------------------------- | -------- |
| 01. | “Weil du anders bist” con Klaus Lage Por que eres diferente                        | (04:40)  |
| 02. | “Sposati! Subito!” Cásate! Rapido!                                                 | (04:57)  |
| 03. | “Mille” Mil                                                                        | (04:21)  |
| 04. | “Vai vai vai” Vete vete vete                                                       | (05:06)  |
| 05. | “Fuori” Afuera                                                                     | (04:18)  |
| 06. | “Un motivo maledetto” Un motivo maldito                                            | (04:34)  |
| 07. | “T.V.B.” Ti voglio bene - Te quiero mucho                                          | (03:52)  |
| 08. | “(You Make Me Feel Like) A Natural Woman” (Me haces sentir cómo) Una mujer natural | (03:37)  |
| 09. | “La cucina” La cocina                                                              | (03:40)  |
| 10. | “Cose da grandi” Cosas de grandes                                                  | (04:20)  |

- Datos: Q617284